# Aeroport Internacional de Damasc
L'Aeroport Internacional de Damasc (àrab: مطار دمشق الدولي, Maṭār Dimaxq ad-Duwalī) (IATA: DAM, ICAO: OSDI) és l'aeroport internacional de Damasc, la capital de Síria. Inaugurat a mitjans de la dècada del 1970, és l'aeroport amb més trànsit del país. L'any 2010 es calculà que 5,5 milions de passatgers utilitzaren l'aeroport, un augment de més del 50% des del 2004.

## Història
Des de l'esclat de la Guerra Civil siriana, l'aeroport i la carretera que hi dirigeix han estat tancats intermitentment i la majoria de les línies aèries internacionals hi han deixat de volar. Diverses línies aèries com Emirates i EgyptAir, anteriorment amb servei regular a Damasc, ha cancel·lat els seus vols a aquest aeroport. El maig de 2012, British Airways també va deixar de volar a Damasc, mentre que Royal Jordanian Airlines va parar el juliol de 2012. Als mesos de novembre i desembre de 2012 es constataren forts combats al voltant de l'aeroport, evocant a la seva clausura durant dos dies.

## Facilitats
L'aeroport disposa de dos establiments lliures d'impostos. La sala de sortides també inclou una cafeteria pròpia, diverses botigues de souvenirs, tres restaurants i un saló per a viatgers de primera classe i de classe empresarial.
La part del sud de l'aeroport disposa de refugis reforçats per a avions i peces de recanvi d'artilleria.

## Accidents i incidents
- El 24 d'abril de 1954, el SNCASE SE.161 Languedoc SU-AHZ de Misr Air fou cancel·lat quan el tren d'aterratge d'estribord es col·lapsà a l'aterratge.[4]
- El 10 de novembre de 1970, un Douglas DC-3 de Saudia, en un vol des de l'Aeroport Civil d'Amman, Jordània a l'Aeroport Internacional Rei Khalid d'Al-Riyad, Aràbia Saudita, fou segrestat i desviat a aquest aeroport.[5]
- El 20 d'agost de 1975, el vol ČSA 540 s'estavellà mentre s'aproximava a l'aeroport. Dels 128 passatgers i tripulació a bord, només hi hagué dos supervivents.